# 3126 Давидов
3126 Давидов (енгл. 3126 Davydov) је астероид главног астероидног појаса чија средња удаљеност од Сунца износи 3,002 астрономских јединица (АЈ).
Апсолутна магнитуда астероида је 11,5.